# Playa de la Cala del Moral
La playa de la Cala del Moral es una playa del municipio de Rincón de la Victoria, en la Costa del Sol de la provincia de Málaga, Andalucía, España. Se trata de una extensa playa urbana de grava y arena oscura, situada en el núcleo de La Cala del Moral. Tiene unos 1.300 metros de longitud y unos 40 metros de anchura media. Es una playa muy frecuentada, de ambiente familiar y accesible desde un paseo marítimo. Cuenta con los servicios propios de las playas urbanas.

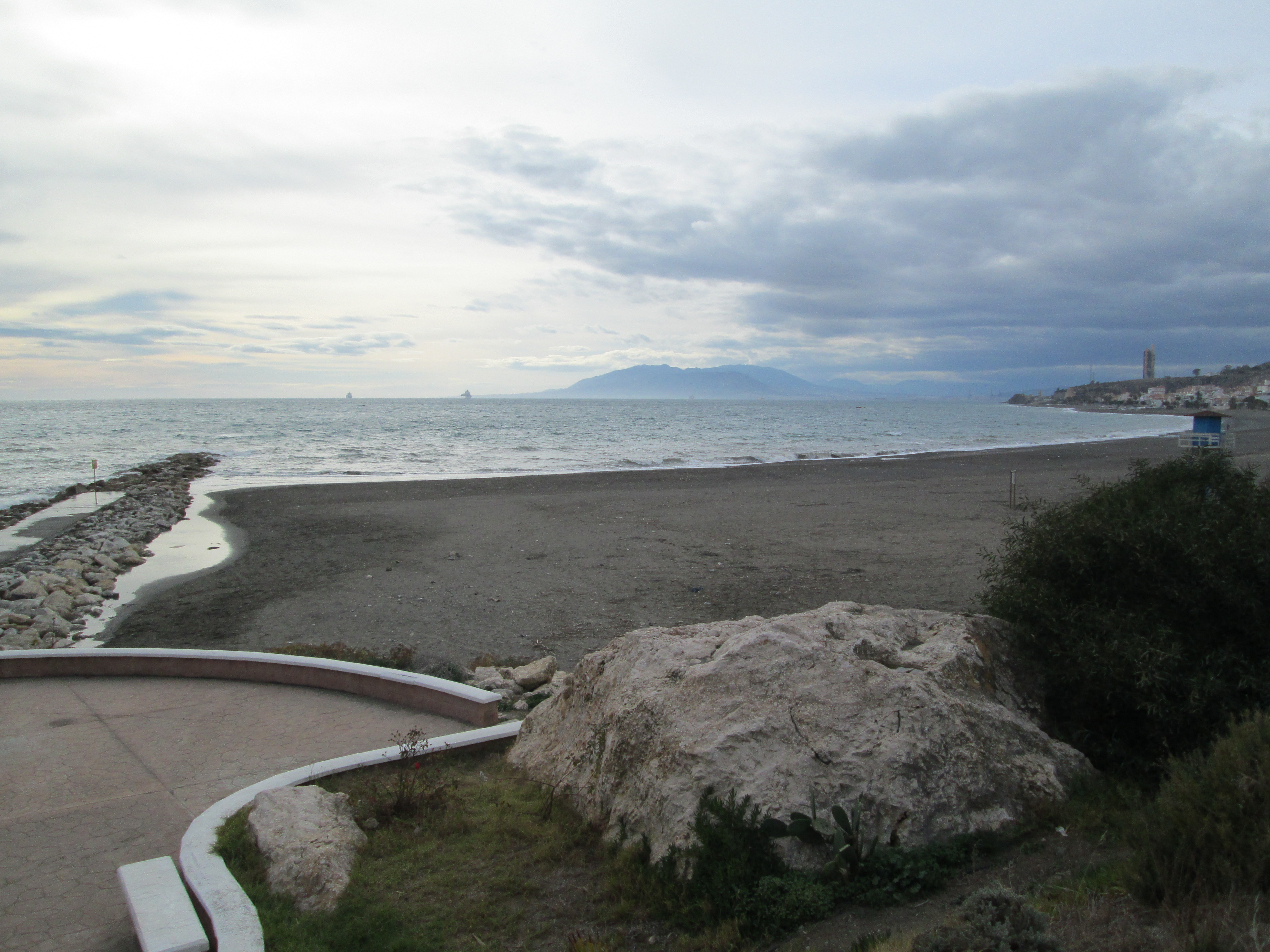
Playa de la Cala del Moral, enero de 2014